# 発達障害者支援法
発達障害者支援法（はったつしょうがいしゃしえんほう、平成16年12月10日法律第167号）は、自閉症、アスペルガー症候群その他の広汎性発達障害、学習障害、注意欠陥・多動性障害などの発達障害を持つ者に対する援助等に関する法律である。
全25条。2005年（平成17年）4月1日施行。

## 構成
- 第1章 総則（1 - 4条）
目的・用語の定義・国及び地方公共団体や国民（社会全体）の責務について述べる。
- 第2章 児童の発達障害の早期発見及び発達障害者の支援のための施策（5 - 13条）
児童の発達障害の早期発見・早期支援、保育・教育・放課後児童健全育成事業の利用・就労・地域生活といった、あらゆる場面での支援や権利擁護・家族への支援を、地方公共団体や社会全体に要請する。
- 第3章 発達障害者支援センター等（14 - 19条）
発達障害者支援センターの責務・運営上の留意事項・都道府県の監督事項を定めるほか、専門的な医療機関の確保等を都道府県に要請する。
- 第4章 補則（20 - 25条）
発達障害者を支援する民間団体への支援や国民に対する普及・啓発、医療・保健業務に従事する者に対する知識の普及・啓発、専門的知識を有する人材の確保・調査研究などを行政や社会全体に要請する。

## 特徴
長年にわたって福祉の谷間で取り残されていた発達障害者の定義と社会福祉法制における位置づけを確立し、発達障害者の福祉的援助に道を開くため、
- 発達障害の早期発見
- 発達支援を行うことに関する国及び地方公共団体の責務
- 発達障害者の自立及び社会参加に資する支援

を初めて明文化した法律である。
具体的施策の打出しに向けた基本法制として制定されたが、発達障害者支援センター設立など今後の施策につながる概念も入っており、障害の早期診断・療育・教育・就労・相談体制などにおける発達障害者支援システムの確立を目指す法である。
平成28年には、障害者権利条約の発効や発達障害者を取り巻く状況の変化等を受けて、
1. 発達障害者の支援は「社会的障壁（発達障害がある者にとって日常生活又は社会生活を営む上で壁となるような社会における事物、制度、ならわし、考え方その他一切のもの）」を除去することを目的とする
2. 乳幼児期から高齢期まで切れ目のない支援。教育・福祉・医療・労働などが緊密に連携
3. 司法手続きで意思疎通の手段を確保
4. 国及び都道府県は就労の定着を支援。雇用主に対して発達障害者の雇用に関し、その有する能力を正当に評価し、適切な雇用の機会を確保するとともに、個々の発達障害者の特性に応じた適正な雇用管理を行うことによりその雇用の安定を図るよう要請
5. 教育現場において個別支援計画・指導計画の作成やいじめ防止対策、福祉機関との連携その他の支援体制の整備を推進
6. 発達障害者支援センターの増設を認める
7. 都道府県及び政令市に関係機関による協議会を設置

等が規定された。

## 定義
- 発達障害：自閉症、アスペルガー症候群その他の広汎性発達障害、学習障害、注意欠陥多動性障害、その他これに類する脳機能の障害であってその症状が通常低年齢において発現するものとして政令で定めるもの（2条1項）
  - 発達障害者支援法施行令 (令第150号、平成17年4月1日施行) - 発達障害者支援法第2条第1項の政令で定める障害は、脳機能の障害であってその症状が通常低年齢において発現するもののうち、言語の障害、協調運動の障害その他厚生労働省令で定める障害とする (1条)
  - 発達障害者支援法施行規則 (厚生労働省令第81号、平成17年4月1日施行) - 発達障害者支援法施行令第1条の厚生労働省令で定める障害は、心理的発達の障害並びに行動及び情緒の障害（自閉症、アスペルガー症候群その他の広汎性発達障害、学習障害、注意欠陥多動性障害、言語の障害及び協調動の障害を除く。）とする
  - 厚生労働省・文部科学省連名事務次官通知 17文科初第16号厚生労働省発障第0401008号 - 法の対象となる障害は、脳機能の障害であってその症状が通常低年齢において発現するもののうち、ICD-10（疾病及び関連保健問題の国際統計分類）における「心理的発達の障害(F80 - F89)」及び「小児＜児童＞期及び青年期に通常発症する行動及び情緒の障害(F90 - F98)」に含まれる障害であること。吃音とトゥレット症候群が発達障害であるとしている通知文
- 発達障害者：発達障害がある者であって発達障害及び社会的障壁のために日常生活又は社会生活に制限を受ける者（2条2項）
- 発達障害児：発達障害者のうち18歳未満のもの（2条2項）
- 発達支援：発達障害者に対し、その心理機能の適正な発達を支援し、及び円滑な社会生活を促進するため行う発達障害の特性に対応した医療的、福祉的及び教育的援助（2条4項）